# نسبت تصویر ۱۶:۹

یک مستطیل ۱۶:۹ که در آن مستطیل‌ها نسبت را تجسم می‌کنند. گروه‌بندی‌ها مربع نیستند.

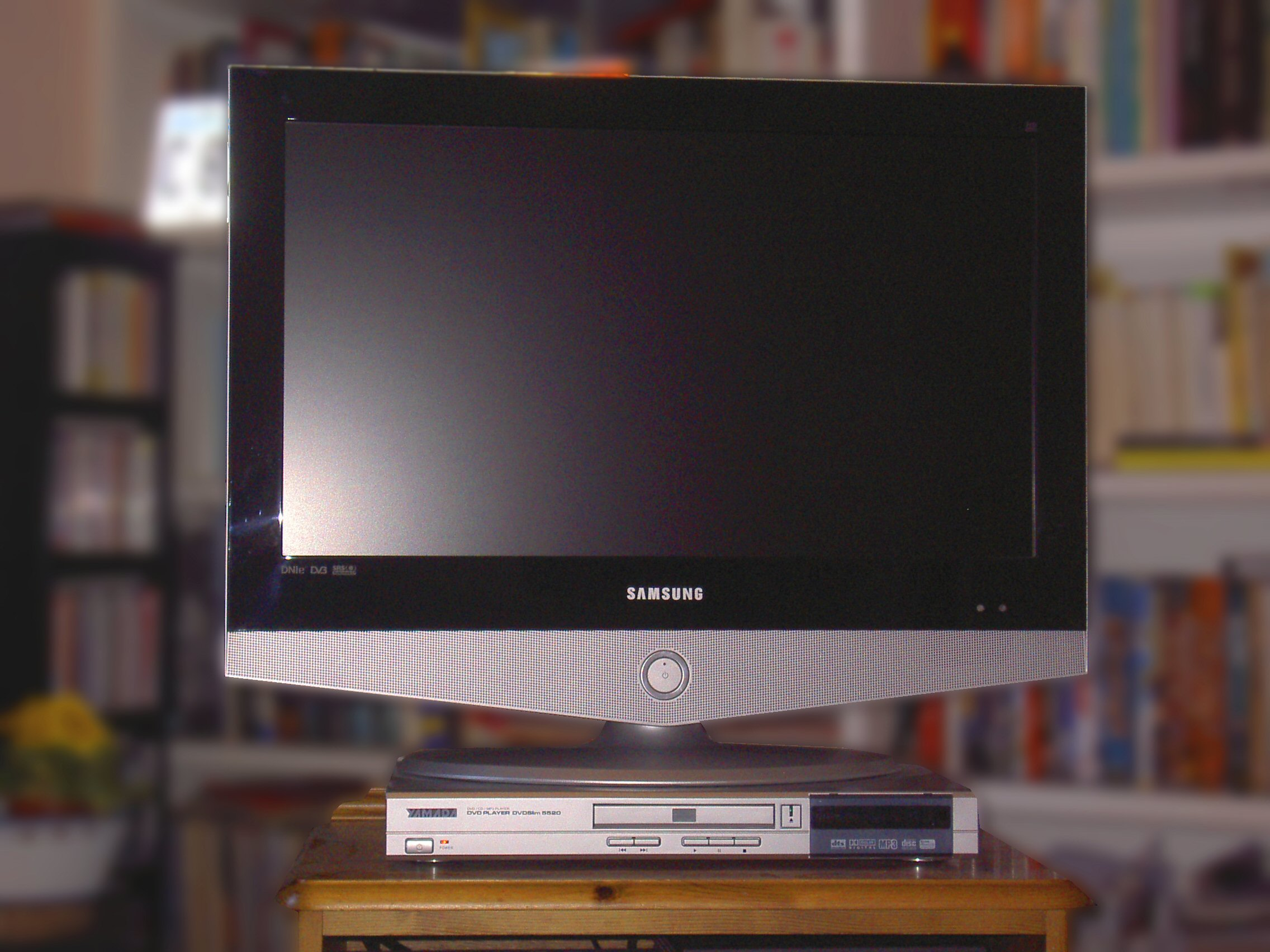
تلویزیونی با نسبت تصویر ۱۶:۹.

۱۶:۹ (۱.۷۸:۱) نسبت تصویر عریض با عرض ۱۶ واحد و ارتفاع ۹ واحد است.
زمانی که به‌عنوان عجیب‌و‌غریب دیده می‌شد، از سال ۲۰۰۹، رایج‌ترین نسبت تصویر برای تلویزیون‌ها و مانیتورهای رایانه‌ای شده‌است، و همچنین امروزه فرمت تصویر استاندارد بین‌المللی برای تلویزیون‌های دیجیتال یو اِچ‌دی، اِچ‌دی تی‌وی، فول اِچ‌دی و اس‌دی‌ است.
۱۶:۹ (۱.۷۸:۱) ("شانزده و نه") فرمت استاندارد بین‌المللی صفحه عریض و دید واضح با جنبه عریض است. Hi-Vision ژاپن در ابتدا با نسبت ۵:۳ (۱.۶۷:۱) شروع شد، اما زمانی که گروه استانداردهای بین‌المللی نسبت وسیع تری ۱۶:۹ را معرفی کرد، تبدیل شد. بسیاری از دوربین‌های ویدیویی دیجیتال قابلیت ضبط در ۱۶:۹  را دارند و ۱۶:۹  تنها نسبت تصویر عریض است که به‌وسیله استاندارد اولترا اچ‌دی بلوری پشتیبانی می‌شود. این همچنین نسبت تصویر اصلی دیسک‌های اولترا اچ‌دی بلوری است، اما تولیدکنندگان اولترا اچ‌دی بلوری می‌توانند نسبت‌های گسترده‌تری مانند ۲.۰۰:۱ و ۲.۴۰:۱ را در قاب ۱۶:۹ نشان دهند و نوارهای مشکی را در داخل قاب خود تصویر اضافه کنند.

## تاریخچه

اشتقاق نسبت تصویر ۱۶:۹ شکل اصلی مستطیل های ۴:۳، ۲.۰۰:۱، و ۲.۴۰:۱ را با مساحت A و مستطیل های ۱۶:۹ نشان می‌دهد که آنها را می‌پوشاند (سیاه) یا مشترک با (خاکستری) است. این محاسبات مستطیل‌های انتهایی را در نظر می‌گیرد، جایی که m و n ضریب‌هایی هستند تا نسبت‌ها و مساحت‌های مربوطه خود را حفظ کنند.

دکتر کرنز اچ. پاورز، یکی از اعضای گروه کاری SMPTE در زمینه تولید الکترونیک با کیفیت بالا، برای اولین بار نسبت تصویر ۱۶:۹ (۱.7 ۷ :۱) را در سال ۱۹۸۴ پیشنهاد کرد انتخاب‌های محبوب در سال ۱۹۸۰ عبارت بودند از ۴:۳ (بر اساس نسبت استاندارد تلویزیون در آن زمان)، ۱۵:۹ (۵:۳) (نسبت "مسطح" اروپا ۱.۶ ۶ :۱)، ۱.۸۵:۱ ("مسطح" آمریکایی نسبت) و نسبت ۲.۳۵:۱ (سینمااسکوپ/پاناویژن) برای صفحه عریض آنامورفیک.
قدرت‌ها مستطیل‌هایی را با مساحت‌های مساوی برش می‌دهند، به شکلی که با هر یک از نسبت‌های محبوب مطابقت داشته باشد. هنگامی که با نقاط مرکزی آنها در یک راستا هم‌پوشانی داشتند، او متوجه شد که همه آن مستطیل های نسبت تصویر در یک مستطیل بیرونی با نسبت تصویر ۱.۷ ۷ :۱ قرار می‌گیرند و همه آنها همچنین یک مستطیل داخلی مشترک کوچ‌کتر را با همان نسبت تصویر ۱.۷۸:۱ پوشانده‌اند. مقدار یافت شده توسط پاورز دقیقاً میانگین هندسی نسبت‌های شدید، ۴:۳ و ۲.۳۵:۱ است. {\displaystyle \textstyle {\sqrt {\frac {47}{15}}}} ≈ ۱.۷۷ که بر حسب اتفاق نزدیک به ۱۶:۹ است. استفاده از تکنیک میانگین هندسی مشابه در ۱۶:۹ و ۴:۳ نسبت ابعادی در حدود ۱.۵۳۹۶:۱ را به دست می‌دهد، که گاهی تقریباً ۱۴:۹ (۱.۵ ۵ :۱) است که به‌عنوان سازش بین این نسبت‌ها نیز استفاده می‌شود. 